# Lipocallia spurinna
Lipocallia spurinna är en insektsart som beskrevs av Ronald Gordon Fennah 1969. Lipocallia spurinna ingår i släktet Lipocallia och familjen sköldstritar. Inga underarter finns listade i Catalogue of Life.